# روزاليند أشفورد
روزاليند أشفورد (بالإنجليزية: Rosalind Ashford)‏ هي مغنية أمريكية، ولدت في 2 سبتمبر 1943.

## وصلات خارجية
- روزاليند أشفورد على موقع ميوزك برينز (الإنجليزية)
- روزاليند أشفورد على موقع أول ميوزيك (الإنجليزية)
- روزاليند أشفورد على موقع ديسكوغز (الإنجليزية)